# Operação Tempestade
A Operação Tempestade (em croata: Operacija Oluja) foi a última grande batalha da Guerra de Independência da Croácia e teve um grande peso no desfecho da Guerra da Bósnia. Foi uma vitória decisiva para o Exército croata (HV), que atacou em toda a frente de 630 quilômetros frente contra a República Sérvia de Krajina (RSK), e uma vitória estratégica para o Exército da República da Bósnia e Herzegovina (ERBiH).
O HV foi apoiado pelo avanço da polícia especial croata na Montanha de Velebit , e pelo do ERBiH, localizado em Bihać, atingindo a retaguarda do Exército da República Sérvia de Krajina (ERSK). A batalha, lançada para restaurar o controle croata sobre 10 400 km² de território, o que representa 18,4% do território reivindicado pela Croácia, e o controle bósnio sobre o Oeste da Bósnia, foi o maior combate terrestre europeu desde a Segunda Guerra Mundial. A operação Tempestade começou na madrugada de 4 de agosto de 1995, e foi declarada completa na noite de 7 de agosto, apesar de significativas operações remanescentes contra os bolsões de resistência que duraram até 14 de agosto.
A Operação Tempestade foi uma vitória estratégica na Guerra da Bósnia, efetivamente terminando o cerco de Bihać e colocando o HV, o Conselho de Defesa da Croácia (HVO) e o ERBiH em uma posição para alterar o equilíbrio de poder militar na Bósnia e Herzegovina através da subsequente Operação Mistral 2. A operação somou-se aos avanços do HV e do HVO no contexto da Operação Verão '95, quando se ganhou posições estratégicas que permitiram a rápida captura da capital da RSK, Knin, e ao aumento contínuo do armamento e do treinamento do HV desde o início do Guerra croata de Independência, quando o RSK foi criado durante a Revolução de Log e a intervenção do Exército Popular Iugoslavo (JNA) . A operação em si seguiu uma missão de manutenção da paz fracassada das Nações Unidas (ONU) e diversos esforços diplomáticos para resolver o conflito de forma não-violenta.
A estratégia de sucesso do HV e de ERBiH foi resultado de uma série de melhorias nos exércitos e avanços importantes feitos em posições da ERSK que foram, posteriormente, exploradas pelo HV e o ERBiH. O ataque não foi um sucesso imediato em todos os pontos, mas a apreensão de posições-chave levou ao colapso da estrutura de comando da ARSK e de sua capacidade defensiva. A captura de Bosansko Grahovo pelo HV pouco antes de a Operação Tempestade, e o avanço da polícia especial sobre Gračac, torna quase impossível a defesa de Knin. Em Lika, duas brigadas rapidamente cortam a área controlada pela ERSK (que não possuía capacidade tática e forças móveis de reserva), isolando os focos de resistência, posicionando uma força móvel para um ataque decisivo sobre a área de responsabilidade de Karlovac, e empurrando o  ERSK para Banovina. A derrota do ERSK em Glina e Petrinja, depois de uma difícil defesa, derrotou a unidade ERSK em Banija, uma vez que seus reservas foram presos pelo ERBiH. A República Sérvia de Krajina dependia das forças armadas da Republika Srpska e da Iugoslávia como suas reservas estratégicas, mas eles não intervieram na batalha.
O HV e a polícia especial sofreram entre 174 e 211 mortos ou ausentes, enquanto o ERSK perdeu 560 soldados. Quatro forças de paz da ONU também foram mortos. O HV capturou aproximadamente 4 mil prisioneiros de guerra. O número de mortes de civis sérvios é disputado - a Croácia afirma que 214 foram mortos, enquanto fontes sérvias citam 1 192 civis mortos ou desaparecidos. Durante e após a ofensiva, entre 150 mil–200 mil sérvios - quase toda a população sérvia do território anteriormente ocupado pelo ERSK—fugiram e diversos crimes foram cometidos contra os que permaneceram. O Tribunal Penal Internacional para a Ex-Iugoslávia (TPIJ), julgou três generais croatas contra crimes de guerra e a participação em uma junta criminal criada para forçar a população sérvia a sair da Croácia, embora todos os três foram absolvido e o tribunal refutou a acusação de uma junta criminal.
Em 2010, a Sérvia processou a Croácia ante o Tribunal Internacional de Justiça (TIJ), alegando que a ofensiva constituiu um genocídio. Em 2015, o tribunal decidiu que a operação não teve caráter genocida, e afirmou que a população sérvia fugiu como um resultado direto da ofensiva, embora afirmando que a Croácia não teve a intenção específica de deslocar a minoria sérvia do país, e que não foi provado houve uma  limpeza étnica. No entanto, verificou-se que os crimes contra civis haviam sido cometidos por forças croatas. Em novembro de 2012, 2 380 pessoas foram condenadas por vários crimes cometidos durante a Operação Tempestade.

## Contexto

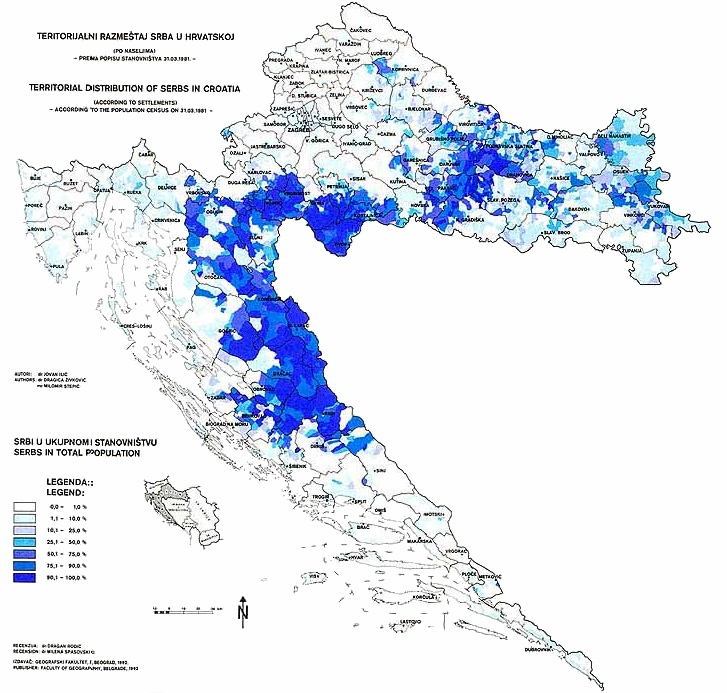
Áreas povoadas por sérvios na Croácia, de acordo com o censo de 1981

Em 1990, após a derrota eleitoral do governo da República Socialista da Croácia, as tensões étnicas entre croatas e sérvios piorou. O presidente sérvio Slobodan Milošević utilizou as ações inflamatórias e chauvinistas de Franjo Tuđman em sua vantagem, retratando o líder croata e sua União Democrática Croata (HDZ) como a reencarnação do Ustaše, o movimento genocida filiado aos nazistas que governou o Estado Independente da Croácia durante grande parte da Segunda Guerra Mundial.
Em agosto de 1990, uma insurgência conhecida como a Revolução de Log ocorreu na Croácia, centrada em áreas predominantemente povoadas por sérvios da Dalmácia, em torno da cidade de Knin, bem como em partes das regiões de Lika, Kordun e Banovina e em assentamentos no leste da Croácia com significativa populações sérvias. As áreas foram posteriormente chamadas de República Sérvia de Krajina (RSK). Após a RSK declarar sua intenção de integrar-se à Sérvia, o Governo da Croácia declarou o RSK  como uma rebelião.
O conflito intensificou em março de 1991, resultando em Guerra de Independência da Croácia. Em junho de 1991, a Croácia declarou a sua independência após a desintegração da Iugoslávia. Uma moratória de três meses sobre as declarações da Croácia e da RSK se seguiram, e logo após entrou em vigor uma decisão em 8 de outubro. A RSK então iniciou uma campanha de limpeza étnica contra civis croatas e a maioria dos não-sérvios foram expulsos até o início de 1993. Em novembro de 1993, menos de 400 croatas permaneciam na área protegida Nações Unidas  conhecida como Setor Sul, enquanto entre 1,5 mil e 2 mil mantiveram-se no Setor Norte.
Como o Exército Popular Iugoslavo (JNA), apoiava cada vez mais a RSK e a polícia croata mostrou-se incapaz de lidar com a situação, a Guarda Nacional Croata (ZNG) foi formada em maio de 1991. A ZNG foi renomeada Exército croata (HV) em novembro.
O estabelecimento das Forças Armadas da Croácia foi prejudicada por um embargo de armas da ONU introduzido em setembro. Nos últimos meses de 1991 ocorreram os combates mais violentos da guerra, culminando com a Batalha do Quartel, o Cerco de Dubrovnik, e a Batalha de Vukovar.
Em janeiro de 1992, um acordo para implementar o plano Vance, projetado para parar a luta, foi acertado por representantes da Croácia, do JNA e da ONU.
Ao fim de uma série de cessar-fogo fracassados, a Força de Proteção das Nações Unidas (UNPROFOR) foi enviada para a Croácia para supervisionar e manter o acordo. Um impasse ocorreu conforme o conflito evoluiu para uma guerra de trincheiras, e o JNA logo retirou-se da Croácia em direção à Bósnia e Herzegovina, onde um novo conflito era esperado. A Sérvia continuou a apoiar a RSK, mas uma série de avanços do HV restaurou pequenas áreas para controle croata com o fim do cerco de Dubrovnik, e a Operação Maslenica resultou em ganhos táticos pequenos.
Em resposta aos sucessos do HV, o Exército da República da Krajina Sérvia (ERSK) intermitentemente atacou um número de cidades e vilas croatas com artilharia e mísseis.
Conforme o JNA se retirava da Croácia, o seu pessoal se preparava para configurar um novo exército Sérvio-Bósnio, com declaração da República Sérvia da Bósnia e Herzegovina no dia 9 de janeiro de 1992, em antecipação ao referendo de 29 de fevereiro – 1 de Março de 1992, sobre a independência da Bósnia e Herzegovina. O referendo foi posteriormente citado como um pretexto para a Guerra da Bósnia. Sérvios da Bósnia montaram barricadas na capital, Sarajevo, e em outras cidades, em 1º de março, e no dia seguinte as primeiras mortes da guerra foram registrados em Sarajevo e Doboj. Nos últimos dias de março, o Exército sérvio da Bósnia começou a bombardear a cidade de Brod, e em 4 de abril, Sarajevo foi atacada. No final do ano, o Exército sérvio da Bósnia - renomeado como Exército da República Srpska (VRS) após a proclamação da Republika Srpska - controlava cerca de 70% da Bósnia e Herzegovina. Essa proporção não se alterou significativamente ao longo dos próximos dois anos. Embora a guerra originalmente era dos sérvios contra os não-sérvios no país, o conflito evoluiu para um de três lados até o final do ano, com o início da Guerra croata–bosníaca. 

## Prelúdio
Em novembro de 1994, o Cerco de Bihać, uma batalha da Guerra da Bósnia, entrou numa fase crítica conforme o VRS e o ERSK chegaram perto de capturar a cidade de Bihać do Exército da República da Bósnia e Herzegovina (ERBiH). Era uma área estratégica e, desde junho de 1993, Bihać tinha sido uma das seis zonas de segurança das Nações Unidas estabelecidas na Bósnia e Herzegovina.
A administração dos EUA sentiu que sua captura pelas forças sérvias intensificaria a guerra e levaria a uma catástrofe humanitária maior do que qualquer outro no conflito àquela altura. Entre os Estados Unidos, a França e o Reino Unido, existiam divergências a respeito de como proteger a área. Os EUA apoiavam ataques aéreos contra o VRS, mas os franceses e o britânicos se opunham a isso, citando preocupações com a segurança e o desejo de manter a neutralidade das tropas francesas e britânicas que faziam parte da UNPROFOR na Bósnia e Herzegovina. Por sua vez, os EUA não estavam disposto a enviar tropas terrestres.
Por outro lado, os europeus reconheceram que os Estados Unidos tinham liberdade para propor confronto militar com os Sérvios, enquanto que potências europeias para bloqueariam qualquer movimento de seus próprios países, dado que o presidente francês, François Mitterrand desencorajava qualquer intervenção militar, o que favorecia muito o esforço de guerra sérvio. A postura francesa foi invertida depois de Jacques Chirac foi eleito presidente da França em Maio de 1995, e pressionou os ingleses a adotar uma abordagem mais agressiva.
Impedir que os sérvios controlassem Bihać era estrategicamente importante para a Croácia, e o General Janko Bobetko considerava uma hipotética queda de Bihać como um para o esforço de guerra croata.
Em Março de 1994, o Acordo de Washington foi assinado, encerrando a Guerra croata-bosníaca e fornecendo assessores militares dos EUA para a Croácia. O envolvimento dos EUA reflete uma nova estratégia militar endossada por Bill Clinton em fevereiro de 1993.
Como o embargo de armas da ONU ainda estava em vigor, os assessores foram contratados ostensivamente para preparar o HV para a participação na Parceria para a Paz da OTAN. Os militares croatas foram treinados por 14 semanas, de janeiro a abril de 1995.Em novembro de 1994, os Estados Unidos unilateralmente terminaram o embargo de armas contra a Bósnia e Herzegovina, permitindo que o HV se armasse conforme os embarques fluíam através da Croácia.
Dos acordos de Washington também resultou uma série de reuniões entre os governos e os militares croata e estadunidense em Zagreb e Washington. Em 29 de novembro de 1994, os representantes croata propuseram um ataque ao território controlado pela Sérvia de Livno, na Bósnia e Herzegovina, de modo a afastar parte da força que cercava Bihać. Como os funcionários dos EUA não deram resposta à proposta, o General de Pessoal croata ordenou a Operação Inverno 94 no mesmo dia, a ser realizada pelo HV e pelo Conselho de Defesa da Croácia (HVO) - a principal força militar dos croatas da Bósnia. Além de contribuir para a defesa da Bihać, o ataque aproximou o HV e o HVO das rotas de abastecimento da RSK.
Em 1994, os Estados Unidos, a Rússia, a União Europeia (UE) e a ONU procuraram substituir o plano Vance, que trouxe a UNPROFOR. Eles formularam o Plano Z-4, que dava às áreas de maioria sérvia na Croácia uma autonomia substancial.
Depois de numerosas, e frequentemente, descoordenadas, alterações à proposta de plano, incluindo o vazamento de sua proposta para a imprensa em outubro, o Plano Z-4 foi apresentado em 30 de janeiro de 1995. Nem a Croácia nem a RSK gostaram do plano. A Croácia estava preocupada que a RSK pudesse aceitá-lo, mas Tuđman percebeu que Milošević (que acabaria por tomar a decisão para a RSK), não iria aceitá-lo por de medo de abrir um precedente para um acordo político no Kosovo - permitindo que a Croácia aceitasse o plano, com pouca probabilidade de que fosse implementado. A RSK recusou-se a receber, e muito menos aceitar, o plano.
Em dezembro de 1994, a Croácia e a RSK fizeram um acordo econômico para restaurar as ligações rodoviárias e ferroviárias, assim como o fornecimento de água e gás, e o uso de uma parte do oleoduto de Adria (é um sistema de oleoduto na Croácia, Sérvia e Hungria, com filiais na Eslovênia e na Bósnia e Herzegovina). Mesmo que algumas partes do acordo nunca foram implementadas, uma seção da rodovia Zagreb–Belgrado que passa através de território da RSK e os dutos foram abertos. Depois de um mortal incidente que ocorreu no final de abril de 1995 na recentemente inaugurada autoestrada, a Croácia reivindica todo o território da RSK na Eslavônia ocidental durante a Operação Flash, tomando o controle total do território em 4 de Maio, três dias depois que a batalha começou. Em resposta, o ERSK ataca Zagreb usando mísseis M-87 Orkan com munições cluster. Posteriormente, Milošević, enviou um oficial do Exército Iugoslavo para comandar o ERSK, juntamente com os braços, os oficiais de campo e milhares de Sérvios nascido na RSK que foram recrutados à força pelo ERSK.
Em 17 de julho, o ERSK e o VRS começaram um novo esforço para capturar Bihać. Essa ação permitiu que o HV tivesse a oportunidade de estender suas conquistas territoriais de Operação Inverno 94 ao avançar pelo vale de Livno. Em 22 de julho, Tuđman e o presidente bósino Alija Izetbegović assinam a Acordo de Split de defesa mútua, permitindo o estacionamento em larga escala do HV na Bósnia e Herzegovina. O HV e o HVO responderam rapidamente com a Operação Verão '95, (em croata: Ljeto '95), capturando Bosansko Grahovo e Glamoč em 28 e 29 de julho. O ataque tirou algumas unidades do ERSK de Bihać, mas não tantas como o esperado. No entanto, permitiu que o HV possuísse uma excelente posição, isolando Knin da Republika Srpska, bem como da Iugoslávia. em croata:  Ljeto '95.